# Günter Stegelmann
Günter Christian Stegelmann (* 24. September 1909 in Hamburg; † 11. Januar 1988 ebenda) war ein deutscher Politiker (DP).

## Leben
Stegelmann, der in Eppendorf wohnte, war Exportkaufmann von Beruf und betrieb zwischenzeitlich auch ein Reisebüro. Er trat bereits im Dezember 1930 in die NSDAP ein. 
Nach dem Zweiten Weltkrieg wurde Stegelmann vier Mal wegen Preiswuchers und Schwarzhandels verurteilt und ihm deshalb 1947 die Handelserlaubnis entzogen. Später engagierte er sich in der Deutschen Partei und wurde für sie bei der Bürgerschaftswahl 1949 in das Landesparlament gewählt. Daneben wurde er auch in den Bezirksausschuss Hamburg-Nord gewählt, legte dieses Mandat aber bereits 1950 nieder. 1953 schied er dann auch aus der Bürgerschaft aus. Zu Beginn des Bürgerschaftswahlkampfs 1949 hatte er bei einer Kundgebung am 15. September 1949 erklärt, die Deutsche Partei wolle unter dem Slogan „Kampf gegen die Diktatur der SPD“ antreten. Nachdem er im Bürgerschaftswahlkampf zudem behauptet hatte, bei der Polizei in Wandsbek sei eine „Schwarze Garde“ gebildet, die mit der Störung gegnerischer politischer Versammlungen beauftragt sei, musste die DP im November 1949 zurückrudern und eingestehen, dass die gemachten Angaben nicht zuträfen. Im Februar 1950 wurde er zum stellvertretenden Landesvorsitzenden der DP gewählt.
1951 wurde gegen Stegelmann ein Steuerstrafverfahren eröffnet, weil ihm die Oberfinanzdirektion Hamburg vorwarf, dass er zwischen 1946 und der Währungsreform 1948 Umsätze in Höhe von 400.000 Reichsmark und Gewinne von mehr als 200.000 Reichsmark nicht versteuert habe. Die Bürgerschaft hob daraufhin die Immunität Stegelmanns im November 1951 auf.